# Amiota javaensis
Amiota javaensis este o specie de muște din genul Amiota, familia Drosophilidae, descrisă de Chen și Masanori Joseph Toda în anul 1998. Conform Catalogue of Life specia Amiota javaensis nu are subspecii cunoscute.